# Санта Барбара (Месина)
Санта Барбара је насеље у Италији у округу Месина, региону Сицилија.
Према процени из 2011. у насељу је живело 294 становника. Насеље се налази на надморској висини од 681 м.